# آب‌انبار بورکی علیا
آب‌انبار بورکی علیا یک آب‌انبار قدیمی در روستای بورکی علیای شهر کنارتخته در استان فارس است.